# Новонікольське (Варнавинський район)
Новонікольське (рос. Новоникольское) — село в Варнавинському районі Нижньогородської області Російської Федерації.
Населення становить 153 особи. Входить до складу муніципального утворення Богородська сільрада.

## Історія
Від 2009 року входить до складу муніципального утворення Богородська сільрада.

## Населення
| 1999 | 2002 | 2010 |
| ---- | ---- | ---- |
| 244  | ↘225 | ↘153 |